# سناء القطان
سناء القطان (ولدت في 1 أكتوبر 1983 في الكويت)، ممثلة كويتية ظهرت منذ عام 2014 في عدة أعمال تلفزية.

## المسلسلات
| سنه الإنتاج | العمل             | في دور      |
| ----------- | ----------------- | ----------- |
| 2014        | ثريا              | مريم        |
| 2015        | بقايا ألم         | أرواد       |
| 2017        | كحل أسود قلب أبيض | نوال الفاحش |
| 2017        | اليوم الأسود      | عالية       |
| 2018        | سامحني خطيت       | نورية       |
| 2018        | روز باريس         |             |